# Britannia Stadium
Das Britannia Stadium (durch Sponsoringvertrag bet365 Stadium) ist ein Fußballstadion in der englischen Stadt Stoke-on-Trent. Es ist die Heimstätte und Eigentum des Fußballclubs Stoke City. 

## Geschichte
Die Eröffnung fand am 27. August 1997 statt. Das Britannia Stadium bietet momentan 30.089 Zuschauern Platz. Es ersetzte den Victoria Ground, in dem der Verein von 1878 bis 1997 insgesamt 119 Jahre beheimatet war. Der erste Namensgeber des Stadions war das Unternehmen Britannia Building Society, dessen Namen sich von der Nationalfigur der Britannia ableitet.
Im April 2016 wurde bekannt, dass Stoke City einen Sponsoringvertrag über sechs Jahre mit dem Wettanbieter bet365 aus Stoke-on-Trent abgeschlossen hat. Ab der Saison 2016/17 wird die Heimstätte der Potters den Namen bet365 Stadium tragen. Über das finanzielle Volumen der Vereinbarung wurde nichts veröffentlicht. Des Weiteren wurde die Schließung der Stadionecke zwischen DPD Stand und dem Sharp Stand umgesetzt. Dieser ergänzende Bau wurde zur Saison 2017/18 fertiggestellt und brachte zusätzliche 1.800 Sitzplätze.

## Tribünen
- Q-railing Stand: West, Haupttribüne
- DPD Stand + Family Stand: Ost, Gegentribüne
- Boothen End (Novus North Stand):  Nord, Hintertortribüne
- Sharp Stand: Süd, Hintertortribüne

## Zuschauerschnitt und Besucherrekord
Am 17. März 2018 im Spiel der Premier League 2017/18 gegen den FC Everton wurde der Zuschauerrekord von 30.022 Besuchern aufgestellt. Im alten Victoria Ground wurde der Rekord am 29. März 1937 im Spiel der Football League First Division 1936/37 gegen den FC Arsenal mit 51.380 Zuschauern aufgestellt.
Besucherschnitt seit der Saison 2008/09
- 2008/09: 26.821 (Premier League)
- 2009/10: 27.162 (Premier League)
- 2010/11: 26.858 (Premier League)
- 2011/12: 27.226 (Premier League)
- 2012/13: 26.722 (Premier League)
- 2013/14: 26.137 (Premier League)
- 2014/15: 27.081 (Premier League)
- 2015/16: 27.534 (Premier League)
- 2016/17: 27.433 (Premier League)
- 2017/18: 29.280 (Premier League)

## Trivia
Unter dem Rasen des Britannia Stadium ruht die Asche des legendären Sir Stanley Matthews.

## Galerie

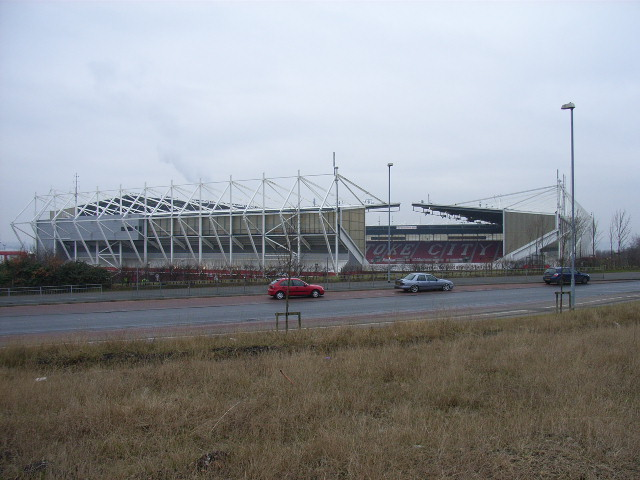
Das Britannia Stadium von außen (2006)
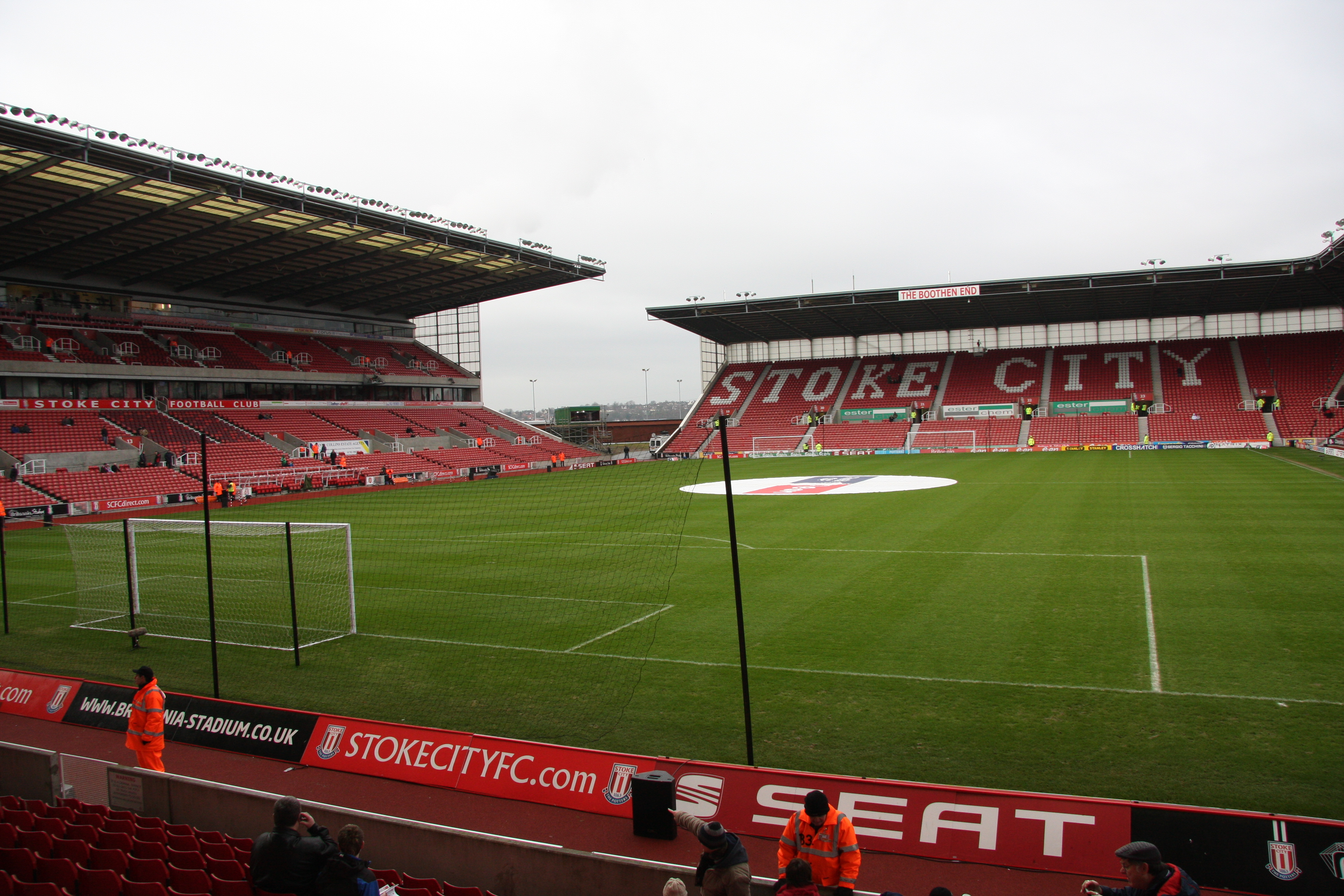
Das leere Stadion (2010)
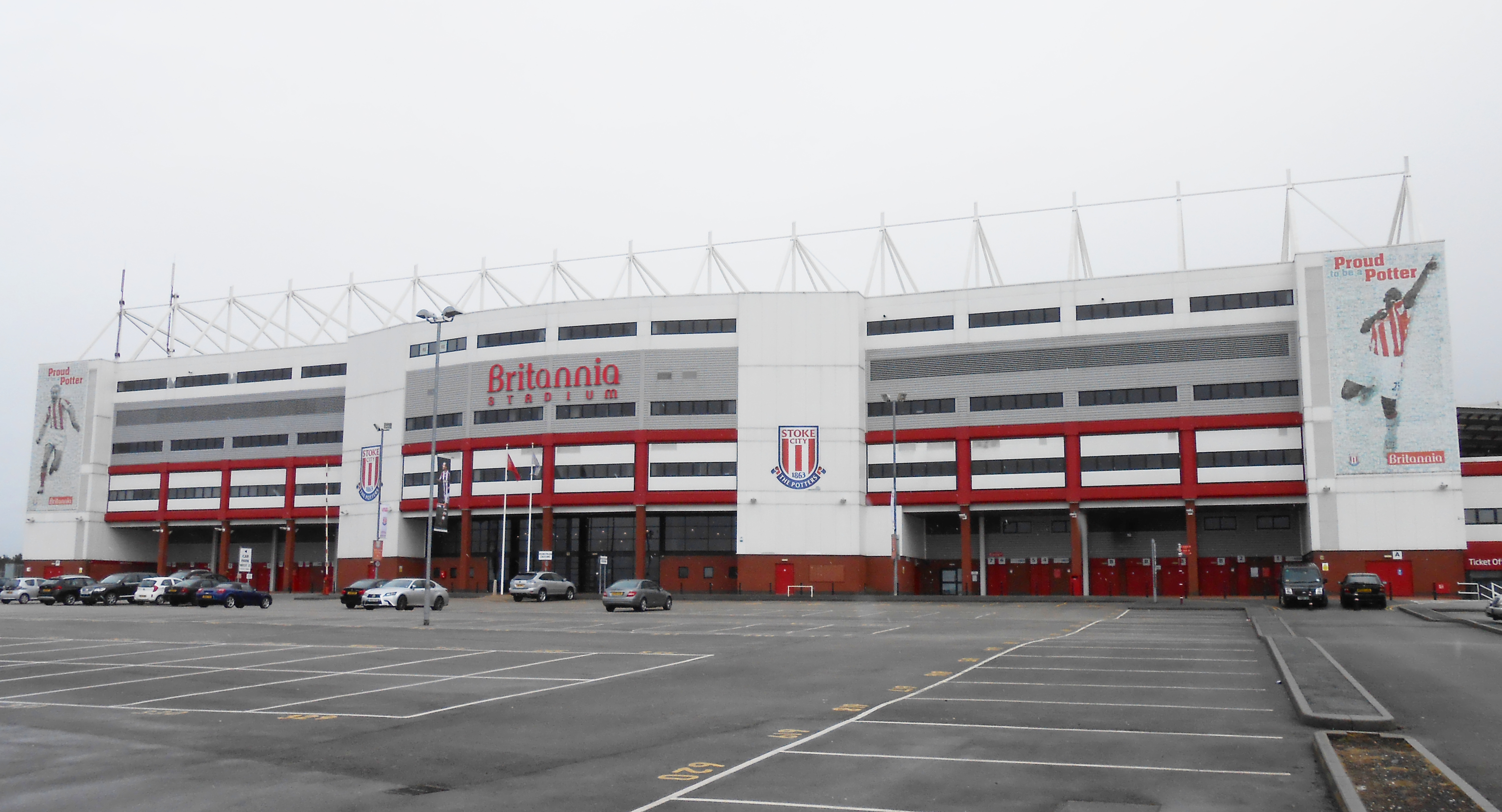
Die Fassade (2014)
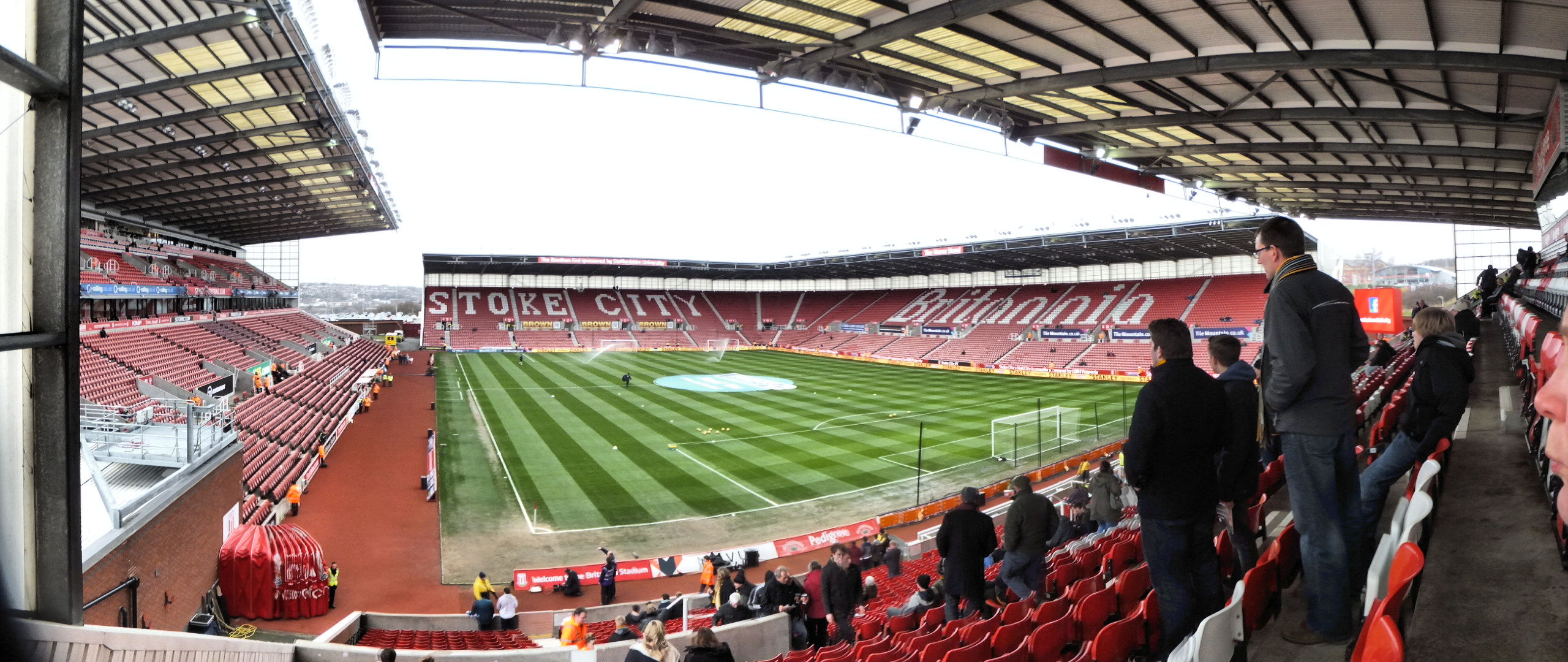
Der Innenraum (2015)